# Jisa-myeon
Jisa-myeon (koreanska: 지사면) är en socken i kommunen Imsil-gun i provinsen Norra Jeolla i den centrala delen av Sydkorea, 220 km söder om huvudstaden Seoul.